# ショックレーダイオード

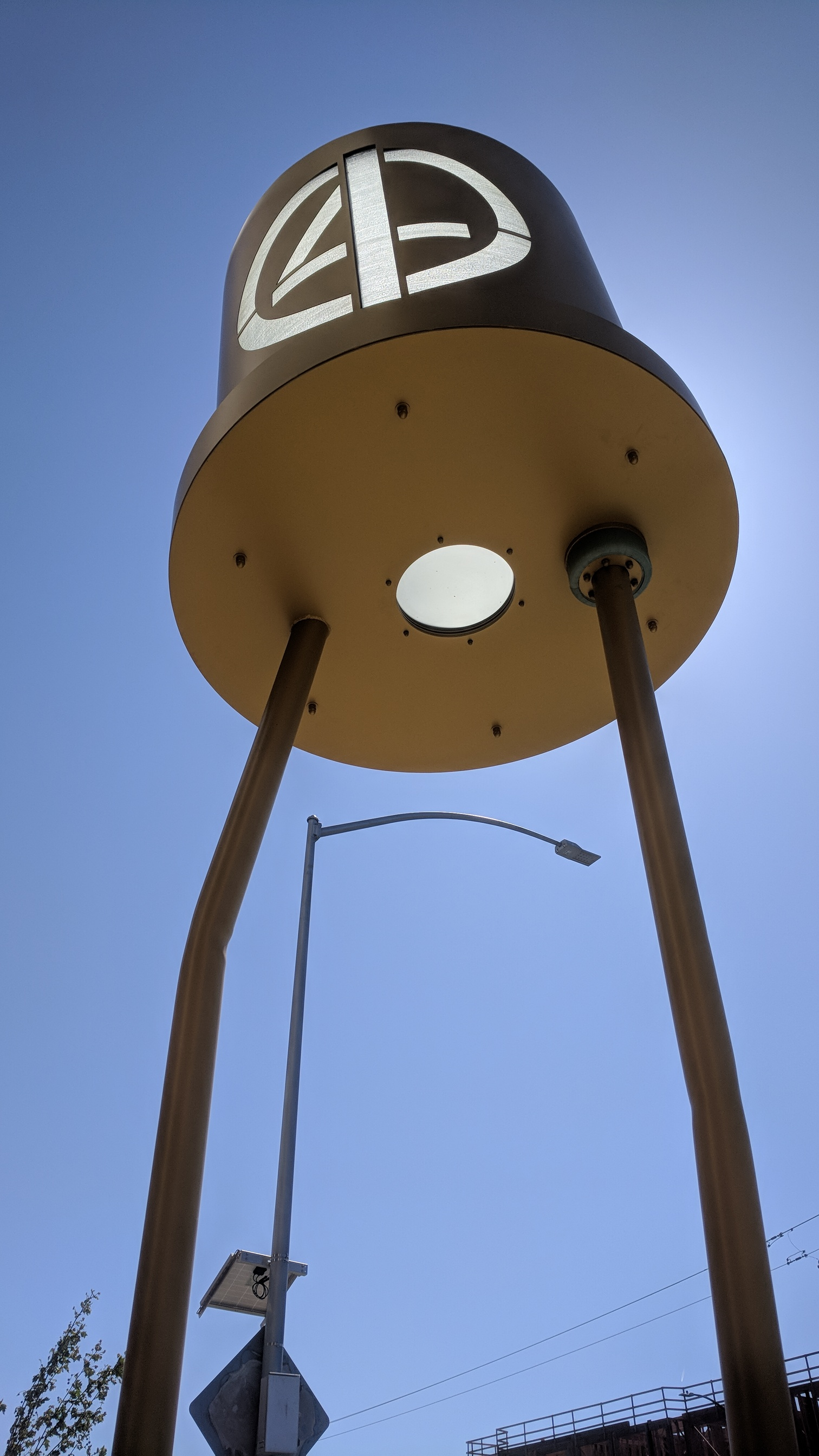
ショックレーの4層ダイオードを表現した像。カリフォルニア州マウンテンビュー サン・アントニオ・ロード 391の新築ビルの前の歩道に存在する。この場所は、ショックレー半導体研究所のあった場所であり、シリコンバレーで最初にシリコンのデバイスが動作した場所である。

ショックレーダイオード（Shockley diode : 物理学者ウィリアム・ショックレーにちなんで命名）は、4層半導体ダイオードである。これは最初に発明された半導体デバイスの一つである。
PNPNダイオードの一種であり、P型半導体とN型半導体を交互に重ね合わせた層を有している。
ゲートがないサイリスタと等価である。
1950年代後半にショックレー半導体研究所によって製造・販売された。
ショックレーダイオードは、負性抵抗の特性を有している。
ショックレーダイオードは、主にダイアックによって置き換えられた。

## 動作
他の半導体ダイオードと違って、ショックレーダイオードは、一つより多いpn接合を有している。
ショックレーダイオードの構造は、アノードとカソードの間にPNPNのパターンで交互に配置された半導体の4つの層である。
複数の接合を持つが、2端子デバイスなのでダイオードと呼ばれる。
トリガー電圧よりも高い電圧が2つの端子を通して印加されるまでは、ショックレーダイオードはOFF状態を維持し、非常に高い抵抗値を有する。
電圧がトリガー電圧を超えると、抵抗値が非常に低い値に低下し、デバイスはON状態になる。
PNPN構造の一部として存在するトランジスタは、ON状態とOFF状態を維持するのに役立つ。
その構造は相互接続されたバイポーラトランジスタのペア（一つはPNPでもう一つはNPN）に似ているので、どちらのトランジスタももう一方がON状態になるまでON状態になることができない。ベース・エミッタ接合を通る電流がないとON状態にならないからである。
一度十分な電圧が印加されると、トランジスタの一つが降伏状態（ブレークダウン）になり、ベース電流がもう一つのトランジスタを通って流れることができるようになる。その結果として、両方のトランジスタが飽和状態になり、両方がON状態を維持する。
電圧が十分に低くくなると、電流の流れは、トランジスタのON状態を維持するのに不十分になる。
不十分な電流が原因でトランジスタの一つがOFF状態になり、ベース電流がもう一つのトランジスタを流れることができなくなる。それゆえに両方のトランジスタがOFF状態に落ち着くことになる。

## 用途
一般的な用途
- シリコン制御整流子のためのトリガスイッチ
- 弛張発振器（英語版） / のこぎり波発振器

ニッチな用途
- オーディオアンプ[2][3]

## 代表的な仕様

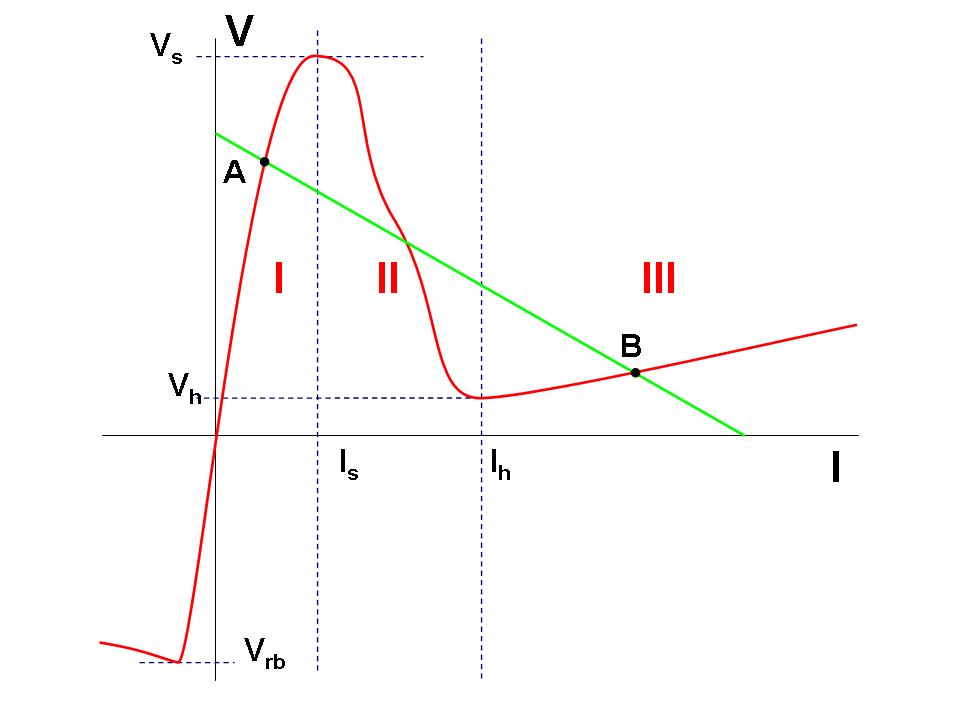
電圧(V)電流(I)特性

| 説明                   | 範囲                | 代表例        |
| 順方向動作             | 順方向動作          | 順方向動作    |
| ---------------------- | ------------------- | ------------- |
| スイッチング電圧 Vs    | 10 V から 250 V     | 50 V ± 4 V    |
| ホールド電圧 Vh        | 0.5 V から 2 V      | 0.8 V         |
| スイッチング電流 Is    | 100 µA程度から数 mA | 120 µA        |
| ホールド電流 IH        | 1 から 50 mA        | 14 から 45 mA |
| 逆方向動作             |                     |               |
| 逆電流 IR              |                     | 15 µA         |
| 逆耐圧（降伏電圧） Vrb | 10 V から 250 V     | 60 V          |

## ダイニスタ

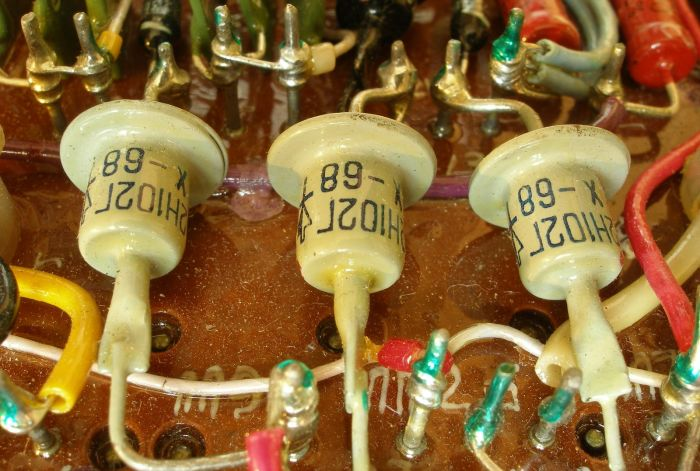
ダイニスタ（Dynistor）

小信号用途のショックレーダイオードはもはや製造されていない。しかし、ダイニスタとしても知られている単方向サイリスタブレークオーバーダイオードは、機能的にショックレーダイオードと等価の電力デバイスである。
ダイニスタについての初期の出版物は1958年に出版された。
1988年にシリコンカーバイドを使った最初のダイニスタが製造された。
ダイニスタは、マイクロ秒とナノ秒の電力パルス発生器のスイッチとして使用することができる。